# HD 96566
HD 96566 är en ensam stjärna belägen i den mellersta delen av stjärnbilden Kölen, som också har Bayer-beteckningen z1 Carinae. Den har en skenbar magnitud av ca 4,62 och är svagt synlig för blotta ögat där ljusföroreningar ej förekommer. Baserat på parallax enligt Gaia Data Release 2 på ca 8,7 mas, beräknas den befinna sig på ett avstånd på ca 376 ljusår (ca 115 parsek) från solen. Den rör sig närmare solen med en heliocentrisk radialhastighet på ca -1 km/s.

## Egenskaper
HD 96566 är en gul till vit jättestjärna av spektralklass G7.5 III, som anger att den har förbrukat förrådet av väte i dess kärna och utvecklats bort från huvudserien till en jättestjärna. Den har en massa som är ca 3,6 solmassor, en radie som är ca 20 solradier och har ca 214 gånger solens utstrålning av energi från dess fotosfär vid en effektiv temperatur av ca 4 900 K.